# Stora Runntjärnen
Stora Runntjärnen är en sjö i Söderhamns kommun i Hälsingland och ingår i Ljusnan-Skärjåns kustområde. Sjön har en area på 0,0877 kvadratkilometer och ligger 51,1 meter över havet. Sjön avvattnas av vattendraget Tvärån.

## Delavrinningsområde
Stora Runntjärnen ingår i det delavrinningsområde (678367-156325) som SMHI kallar för Utloppet av Norrbränningen. Medelhöjden är 54 meter över havet och ytan är 20,37 kvadratkilometer. Det finns ett avrinningsområde uppströms, och räknas det in blir den ackumulerade arean 21,83 kvadratkilometer. Tvärån som avvattnar avrinningsområdet har biflödesordning 2, vilket innebär att vattnet flödar genom totalt 2 vattendrag innan det når havet efter 14 kilometer. Avrinningsområdet består mestadels av skog (63 procent). Avrinningsområdet har 6,77 kvadratkilometer vattenytor vilket ger det en sjöprocent på 33,2 procent.